# Roger Lafontant
Roger Lafontant (* 1931 in Port-au-Prince; † 29. September 1991 ebenda) war ein haitianischer Politiker, der am 7. Januar 1991 für einige Stunden provisorischer Präsident von Haiti war.

## Leben
Lafontant absolvierte ein Studium der Medizin und war später als Gynäkologe tätig. Während der Präsidentschaft von François Duvalier gehörte er 1959 zu den Mitgründern der Miliz MVSN (Milice de Volontaires de la Sécurité Nationale), den sogenannten „Tonton Macoute“. Am 15. November 1972 wurde er vom neuen Präsidenten Jean-Claude Duvalier als Nachfolger von Luckner Cambronne zum Minister für Inneres und nationale Verteidigung ernannt, aber bereits zwei Monate später am 16. Januar 1973 durch Breton Nazaire abgelöst. Daraufhin wurde er Konsul in Montreal und übte diese Funktion neun Jahre lang aus, ehe er nach seiner Rückkehr nach Haiti am 12. Juli 1982 von Präsident Duvalier als Nachfolger von Joseph W. Alexis Guerrier abermals zum Minister für Inneres und nationale Verteidigung (Ministre de l’Intérieur et de la Défense nationale) berufen wurde. Diese Ministerämter bekleidete er bis zu seiner Ablösung durch François Guillaume am 12. September 1985. Nach dem Sturz von Präsident Duvalier am 6. Februar 1986 ging er ins Exil in die Dominikanische Republik.
Am 7. Juli 1990 kehrte Lafontant nach Haiti zurück und erklärte als Vorsitzender der Union pour la Réconciliation Nationale (URN) seine Absicht, bei den kommenden Präsidentschaftswahlen zu kandidieren. Seine Kandidatur wurde jedoch vom Provisorischen Wahlrat (Conseil électoral provisoire) abgelehnt und am 18. Juli 1990 ein Haftbefehl erlassen, der aber wegen seiner gesundheitlichen Situation nicht vollstreckt wurde. In der Nacht vom 6. auf den 7. Januar 1991 führte er einen Staatsstreich gegen die amtierende Präsidentin Ertha Pascal-Trouillot an, um den Amtsantritt des bei den Wahlen vom 16. Dezember 1990 gewählten Jean-Bertrand Aristide zu verhindern. Pascal-Trouillot wurde gezwungen, in einer Fernsehansprache Lafontant als ihren Nachfolger zu verkünden. Allerdings wurde Lafontant nach aufkommenden Unruhen wenige Stunden später zur Flucht aus Haiti gezwungen, woraufhin Ertha Pascal-Trouillot das Amt der kommissarischen Präsidentin wieder übernehmen konnte.
Im Juli 1991 wurde Lafontant nach Rückkehr nach Haiti zu einer lebenslänglichen Haftstrafe verurteilt und am 29. September 1991 während der Haftstrafe ermordet.